# Universidad Cristiana de Texas
La Universidad Cristiana de Texas (TCU, Texas Christian University en idioma inglés), es una universidad privada, amparada por los Discípulos de Cristo, ubicada en Fort Worth, Texas (Estados Unidos de América).

## Historia
Fue fundada en 1873 por los hermanos Addison y Randolph Clark, unos maestros asociados al Movimiento de Restauración.

## Centros docentes
TCU cuenta con las siguientes facultades y escuelas:
- College of Liberal Arts
- Brite Divinity School
- M.J. Neeley School of Business
- Bob Schieffer College of Communication
- College of Education
- College of Fine Arts
- Harris College of Nursing & Health Sciences
- Schieffer School of Journalism
- College of Science & Engineering
- John V. Roach Honors College
- School of Ranch Management

## Deportes
TCU compite en la Big 12 Conference de la División I de la NCAA.